# Liberty Belles
Liberty Belles è un cortometraggio muto del 1914 diretto da Del Henderson (Dell Henderson).

## Produzione
Il film fu prodotto dalla Klaw & Erlanger e dalla Biograph Company

## Distribuzione
Distribuito dalla General Film Company, il film - un cortometraggio in una bobina - uscì nelle sale cinematografiche statunitensi il 14 maggio 1914. Copia della pellicola, un positivo 35 mm, si trova conservata negli archivi della Library of Congress.